# Andreas Tölzer

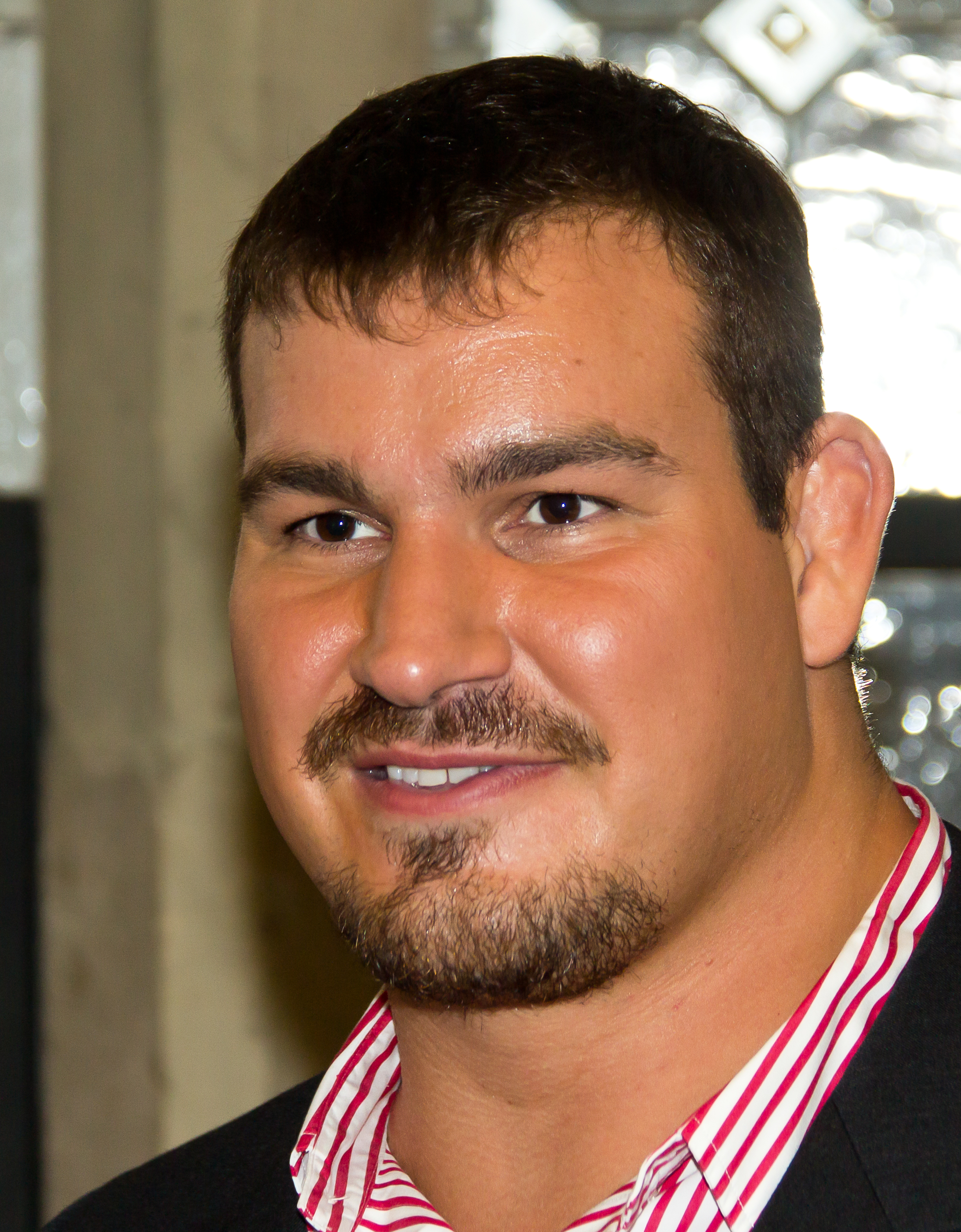
Andreas Tölzer

Andreas Tölzer [Andreas Telcr], (* 27. ledna 1980 Bonn, Německo) je bývalý reprezentant Německa v judu. Je majitelem bronzové olympijské medaile.

## Sportovní kariéra

### Úspěchy
- bronzová olympijská medaile
- titul mistra Evropy
- medaile z mistrovství světa

### Zajímavosti
- tokui-waza: ne-waza (osae-komi)
- styl: fyzický, defenzivní

S judem začal v 9 letech ve Swisttalu pod vedením Klause Kirstea. V roce 1997 se judu začal věnovat vrcholově v Mönchengladbachu, pod trenérem Erikem Görtzem. Následně narukoval na vojnu do Kolína a u vojáků zůstal. V bundeslize reprezentoval několik klubů, hlavně potom TSV Abensberg. V seniorském věku ho vedl Daniel Gürschner, ale nechal si poradit i od Detlefa Ultsche.
Na tatami působil nenápadným dojmem. Pokud nedostal soupeře na zem tak vítězil na počet napomenutí nebo hansoku-make. Jeho judo bylo silové a pomalé, proto se do klasických tači-waza nehrnul.
Během kariéry bojoval se zraněními od svalových zranění po vážné infekční choroby. V začátcích své kariéry ho dokázal zastupovat Frank Möller, ale po roce 2004 byl v německé reprezentaci nezastupitelným.
S vrcholovou kariérou se rozloučil po zisku bronzové medaile na mistrovství světa v roce 2013. Pracuje u vojenské správy v Kolíně nad Rýnem.

### Rivalové
- Frank Möller
- Dennis van der Geest
- Teddy Riner
- Alexandr Michajlin
- Janusz Wojnarowicz
- Tamerlan Tmenov

## Výsledky

### Váhové kategorie
| Turnaj             | 1998       | 1999       | 2000       | 2001       | 2002       | 2003       | 2004       | 2005       | 2006       | 2007       | 2008       | 2009       | 2010       | 2011       | 2012       | 2013       |
| Turnaj             | 18         | 19         | 20         | 21         | 22         | 23         | 24         | 25         | 26         | 27         | 28         | 29         | 30         | 31         | 32         | 33         |
| Turnaj             | těžká váha | těžká váha | těžká váha | těžká váha | těžká váha | těžká váha | těžká váha | těžká váha | těžká váha | těžká váha | těžká váha | těžká váha | těžká váha | těžká váha | těžká váha | těžká váha |
| ------------------ | ---------- | ---------- | ---------- | ---------- | ---------- | ---------- | ---------- | ---------- | ---------- | ---------- | ---------- | ---------- | ---------- | ---------- | ---------- | ---------- |
| Olympijské hry     | -          | -          | dns        | -          | -          | -          | 7.         | -          | -          | -          | úč.        | -          | -          | -          | 3.         | -          |
| Mistrovství světa  | -          | dns        | -          | 7.         | -          | dns        | -          | dns        | -          | dns        | -          | 7.         | 2.         | 2.         | -          | 3.         |
| Mistrovství Evropy | dns        | dns        | dns        | dns        | dns        | dns        | 5.         | úč.        | 1.         | 3.         | dns        | 5.         | 3.         | dns        | dns        | dns        |
| ME juniorů         | 1.         | 2.         | -          | -          | -          | -          | -          | -          | -          | -          | -          | -          | -          | -          | -          | -          |

### Bez rozdílu vah
| Turnaj             | 1998 | 1999 | 2000 | 2001 | 2002 | 2003 | 2004 | 2005 | 2006 | 2007 | 2008 | 2009 | 2010 | 2011 | 2012 | 2013 |
| Turnaj             | 18   | 19   | 20   | 21   | 22   | 23   | 24   | 25   | 26   | 27   | 28   | 29   | 30   | 31   | 32   | 33   |
| ------------------ | ---- | ---- | ---- | ---- | ---- | ---- | ---- | ---- | ---- | ---- | ---- | ---- | ---- | ---- | ---- | ---- |
| Mistrovství světa  | -    | dns  | -    | dns  | -    | dns  | -    | dns  | -    | dns  | úč.  | -    | úč.  | dns  | -    | -    |
| Mistrovství Evropy | dns  | dns  | dns  | dns  | dns  | 3.   | dns  | dns  | dns  | dns  | -    | -    | -    | -    | -    | -    |

## Podrobnější výsledky

### Olympijské hry
| Rok      | Kategorie  |  | 1/64      | 1/32                                | 1/16                             | čtvrtfinále               | semifinále                        | opravy                                | opravy                       | opravy                                 | o bronz                       |
| -------- | ---------- |  | --------- | ----------------------------------- | -------------------------------- | ------------------------- | --------------------------------- | ------------------------------------- | ---------------------------- | -------------------------------------- | ----------------------------- |
| LOH 2004 | těžká váha |  | volný los | prohra - waz/smk Keidži Suzuki      | -                                | -                         | -                                 | výhra - 1:19/ysg Charalabos Papajoanu | výhra - 1:09/kag Jurij Rybak | prohra - 0:06/agu Dennis van der Geest | -                             |
| LOH 2008 | těžká váha |  | volný los | prohra - 2:09/kks Abdulla Tangriyev | -                                | -                         | -                                 | výhra - waz/shi Janusz Wojnarowicz    | prohra - yuk/sug Teddy Riner | -                                      | -                             |
| LOH 2012 | těžká váha |  | -         | výhra - 4:01/kke Adam Okruašvili    | výhra - 3:55/H Vlăduţ Simionescu | výhra - yuk/shi Barna Bor | prohra - (yus) Alexandr Michajlin | -                                     | -                            | -                                      | výhra - 3:00/kke Igor Makarov |

### Mistrovství světa
| Rok     | Kategorie  |  | 1/64                                                   | 1/32                                                   | 1/16                                                   | čtvrtfinále                                            | semifinále                                             | opravy                                                 | opravy                                                 | finále                                                 |
| ------- | ---------- |  | ------------------------------------------------------ | ------------------------------------------------------ | ------------------------------------------------------ | ------------------------------------------------------ | ------------------------------------------------------ | ------------------------------------------------------ | ------------------------------------------------------ | ------------------------------------------------------ |
| MS 2001 | těžká váha |  | volný los                                              | výhra Martin Boonzaayer                                | výhra Karolis Ušinskas                                 | prohra Mahmud Miran                                    | -                                                      | výhra Ui-kje Gang                                      | prohra Šin’iči Šinohara                                | -                                                      |
| MS 2003 | těžká váha |  | nestartoval - Frank Möller                             | nestartoval - Frank Möller                             | nestartoval - Frank Möller                             | nestartoval - Frank Möller                             | nestartoval - Frank Möller                             | nestartoval - Frank Möller                             | nestartoval - Frank Möller                             | nestartoval - Frank Möller                             |
| MS 2005 | těžká váha |  | nestartoval kvůli problémům s ramenem - bez zastoupení | nestartoval kvůli problémům s ramenem - bez zastoupení | nestartoval kvůli problémům s ramenem - bez zastoupení | nestartoval kvůli problémům s ramenem - bez zastoupení | nestartoval kvůli problémům s ramenem - bez zastoupení | nestartoval kvůli problémům s ramenem - bez zastoupení | nestartoval kvůli problémům s ramenem - bez zastoupení | nestartoval kvůli problémům s ramenem - bez zastoupení |
| MS 2007 | těžká váha |  | nestartoval kvůli problémům s třísly - Tino Bierau     | nestartoval kvůli problémům s třísly - Tino Bierau     | nestartoval kvůli problémům s třísly - Tino Bierau     | nestartoval kvůli problémům s třísly - Tino Bierau     | nestartoval kvůli problémům s třísly - Tino Bierau     | nestartoval kvůli problémům s třísly - Tino Bierau     | nestartoval kvůli problémům s třísly - Tino Bierau     | nestartoval kvůli problémům s třísly - Tino Bierau     |
| MS 2009 | těžká váha |  | volný los                                              | výhra Carlos Zegarra                                   | výhra Igor Makarov                                     | prohra Marius Paškevičius                              | -                                                      | -                                                      | prohra Martin Padar                                    | -                                                      |
| MS 2010 | těžká váha |  | výhra Kim Song-min                                     | výhra Adam Okruašvili                                  | výhra Soslan Bostanov                                  | výhra Islam El-Šehaby                                  | výhra Matthieu Bataille                                | -                                                      | -                                                      | prohra Teddy Riner                                     |
| MS 2011 | těžká váha |  | výhra Nemani Takayawa                                  | výhra Džalal Ben-Alláh                                 | výhra Grzegorz Eitel                                   | výhra Mohamed Rudaki                                   | výhra Óscar Brayson                                    | -                                                      | -                                                      | prohra Teddy Riner                                     |
| MS 2013 | těžká váha |  | x                                                      | výhra Martin Padar                                     | výhra Joseph Bebeze                                    | výhra Faisal Džaballáh                                 | prohra Rafael Silva                                    | -                                                      | výhra Alexandr Michajlin                               | -                                                      |

### Mistrovství světa - bez rozdílu vah
| Rok     |  | 1/128     | 1/64                       | 1/32                  | 1/16                  | čtvrtfinále | semifinále | finále |
| ------- |  | --------- | -------------------------- | --------------------- | --------------------- | ----------- | ---------- | ------ |
| MS 2008 |  | x         | volný los                  | výhra Jurij Rybak     | prohra Grzegorz Eitel | -           | -          | -      |
| MS 2010 |  | volný los | výhra Frédéric Stiegelmann | prohra Daiki Kamikawa | -                     | -           | -          | -      |

### Mistrovství Evropy
| Rok     | Kategorie  |  | 1/32                        | 1/16                        | čtvrtfinále                 | semifinále                  | opravy                      | opravy                      | opravy                      | o bronz                     | finále                      |
| ------- | ---------- |  | --------------------------- | --------------------------- | --------------------------- | --------------------------- | --------------------------- | --------------------------- | --------------------------- | --------------------------- | --------------------------- |
| ME 2004 | těžká váha |  | volný los                   | výhra Tamerlan Tmenov       | výhra Obren Božović         | prohra Selim Tataroğlu      | -                           | -                           | -                           | prohra Dennis van der Geest | -                           |
| ME 2005 | těžká váha |  | prohra Janusz Wojnarowicz   | -                           | -                           | -                           | prohra Alessandro Frezza    | -                           | -                           | -                           | -                           |
| ME 2006 | těžká váha |  | volný los                   | výhra Vitalie Ciobanu       | výhra Jevgenij Sotnikov     | výhra Martin Padar          | -                           | -                           | -                           | -                           | výhra Janusz Wojnarowicz    |
| ME 2007 | těžká váha |  | výhra Þormóður Jónsson      | výhra Ros Lis               | prohra Teddy Riner          | -                           | -                           | výhra Marius Paškevičius    | výhra Ángel Parra           | výhra Jevgenij Sotnikov     | -                           |
| ME 2008 | těžká váha |  | nestartoval - Fabian Hubert | nestartoval - Fabian Hubert | nestartoval - Fabian Hubert | nestartoval - Fabian Hubert | nestartoval - Fabian Hubert | nestartoval - Fabian Hubert | nestartoval - Fabian Hubert | nestartoval - Fabian Hubert | nestartoval - Fabian Hubert |
| ME 2009 | těžká váha |  | volný los                   | výhra Vladimir Starčenkov   | prohra Igor Makarov         | -                           | -                           | -                           | výhra Adam Okruašvili       | prohra Alexandr Michajlin   | -                           |
| ME 2010 | těžká váha |  | volný los                   | výhra Ángel Parra           | prohra Renat Saidov         | prohra Barna Bor            | -                           | -                           | -                           | výhra Zviad Chandžaliašvili | -                           |

### Mistrovství světa - bez rozdílu vah
| Rok     |  | 1/16              | čtvrtfinále | semifinále | opravy            | opravy                   | o bronz                    |
| ------- |  | ----------------- | ----------- | ---------- | ----------------- | ------------------------ | -------------------------- |
| ME 2003 |  | prohra Ivan Iliev | -           | -          | výhra Jurij Rybak | výhra Janusz Wojnarowicz | výhra Charalabos Papajoanu |